# Ред и закон: Одељење за специјалнe жртве (4. сезона)
Четврта сезона серије Ред и закон: Одељење за специјалне жртве је премијерно емитована на каналу НБЦ од 27. септембра 2002. године до 16. маја 2003. године и броји 25 епизода. Ова сезона је последња емитована петком у 22 часа.

## Продукција
Снимање 4. сезоне почело је док се трећа сезона још емитовала о чему сведоче извештаји да ће се Шерон Лоренс појавити у ОСЖ-у на време за снимање у мају.
У инзјави из 2012. за емисију Медијски хаос, Нил Бир је рекао да је писање сценарија за епизоду „Малолетник“ било важно за судску праксу о којој се још увек расправља У тој епизоди добронамерног дечака је преварио друг из разреда социопата и оптужен је за тешко убиство због тога – та тема је позната због случаја "Милер против Алабаме" у Врховном суду. У истој изјави, Бир је говорио о томе да детективи имају различита мишљења о сивим областима закона. Он је сматрао да је то допринело спремности НБЦ-а да му дозволи да се бави веома набијеним темама без цензуре и навео је епизоду „Милосрђе“ као пример.

## Глумачка постава
Након две сезоне епизодног појавиваља, Б. Д. Вонг (др. Џорџ Хуанг) је унапређен у главну поставу. Ово је уједно и последња пуна сезона у којој је Стефани Марч као ПОТ Александра Кабот била у главној постави. Претходне сезоне су приказивале Кристофера Мелонија и Мариску Харгитеј у свакој епизоди. Прва епизода која је прекинула овај тренд била је епизода "Олош", у којој је приказано да детективка Бенсон првенствено ради са детективом Тутуолом.

## Улоге

### Гавне
- Кристофер Мелони као Елиот Стаблер
- Мариска Харгитеј као Оливија Бенсон
- Ричард Белзер као Џон Манч
- Стефани Марч као ПОТ Александра Кабот
- Ајс Ти као Фин Тутуола
- Б. Д. Вонг као др. Џорџ Хуанг
- Ден Флорек као Дон Крејген

### Епизодне
- Тамара Тјуни као др. Мелинда Ворнер (Епизоде 1, 3-6, 9-11, 14, 21, 23)

## Епизоде
| Бр. у серији | Бр. у сезони | Наслов             | Редитељ           | Сценариста                                                                  | Премијерно емитовање | Прод. код | Гледаоци у САД-у (милиони) |
| --- | ------------ | ------------------ | ----------------- | --------------------------------------------------------------------------- | -------------------- | --------- | -------------------------- |
| 67 | 1            | "Камелеон"         | Џин де Сегонзек   | Мишел Фејзкас и Тара Батерс                                                 | 27. септембар 2002.  | E3151     | 15.60                      |
| Детективи улазе у траг недавно ухапшеног силоватеља одговорног за убиство сексуалне раднице током рације у ноћном клупи и позвани су на место где је пуцао у самоодбрани својим пиштољем. Међутим, оружје за убиство коришћено је и у другом злочину док је он још био у затвору што је навело детективе да истраже жртву кроз траг раније нерешених случајева и још једну жртву. |              |                    |                   |                                                                             |                      |           |                            |
| 68 | 2            | "Превара"          | Костантин Макрис  | Мишел Фејзкас и Тара Батерс                                                 | 4. октобар 2002.     | E3105     | 15.20                      |
| Породични портрет који је насликала васпитачица наводи детективе да истраже њену мајку због сексуалног злостављања свог малолетног сина. Кад је отац дечака пронађен убијен, средиште истраге се помера на дечака, а његова маћеха у великој мери жели да га заштити и спречи детективе да открију истину. |              |                    |                   |                                                                             |                      |           |                            |
| 69 | 3            | "Рањивост"         | Хуан Џ. Кампанела | Лиса Мери Питерсен и Дон ДеНун                                              | 11. октобар 2002.    | E3104     | 15.91                      |
| Када је једна старија жена упала у туђ стан, детективи открију да је била малтретирана, али и да морају да истражују без икаквих веродостојних података од жртве због Алцхајмерове болести. Открили су да је пуштена из куће на старатељство сина који води неке финансијске муљаже па он постаје главни осумњичени. Међутим, они се враћају у старачки дом и проналазе пар осумњичених, а једна од њих је директорка која у танчине објашњава опасности са којима се суочавају и болесници и запослени јуначки. |              |                    |                   |                                                                             |                      |           |                            |
| 70 | 4            | "Пожуда"           | Мајкл Филдс       | Аманда Грин                                                                 | 18. октобар 2002.    | E3102     | 15.10                      |
| Супруга заступника у пензији, иначе лекарка, пронађена је убијена и силована у Централном парку. Њен рад укључивао је проналажење сексуалних партнера људи који болују од ХИВ-а што је детективима направило дугачак списак осумњичених. Откриће другог тела у Централном парку са истим потписом помера жижу на низног убицу. Међутим, траг доводи до човека који не зна ништа о злочинима, али има даљу везу са лекарком и њеним мужем. |              |                    |                   |                                                                             |                      |           |                            |
| 71 | 5            | "Чинови нестајања" | Алекс Закрзуски   | Џудит Мекрери                                                               | 25. октобар 2002.    | E3101     | 16.50                      |
| Детективи реагују на свирепо силовање, али су жртву привели страни савезни агенти због оптужби за изнуду. Истрага их доводи до двојца оца и сина који су у Савезном програму за заштиту сведока и агенткиње која се обавезала и одлучила да их заштити без обзира на последице како би могли да сведоче против руске мафије. |              |                    |                   |                                                                             |                      |           |                            |
| 72 | 6            | "Анђели"           | Артур В. Форни    | Џонатан Грин и Роберт Ф. Кембел                                             | 1. новембар 2002.    | E3106     | 15.30                      |
| Тело убијеног дечака пронађено у пртљажном простору аутобуса ваздушне луке доводи детективе до чувара за кога је откривено да је педофил, али његов леш је пронађен у кревету са уклоњеним гениталијама. Истрага која је уследила довела их је у туристичку агенцију усавршену за егзотичне излете за сексуалне грабљивце. Стаблер се згадио када је открио да је човек одговоран за убиство и штројење детектив који је убио члана свог удружења због употребе више принуде. |              |                    |                   |                                                                             |                      |           |                            |
| 73 | 7            | "Лутке"            | Дарнел Мартин     | Аманда Грин                                                                 | 8. новембар 2002.    | E3114     | 16.80                      |
| Када је откривено тело сексуално злостављане петогодишње девојчице у фази распадања, Бенсонову и Стаблера истрага доводи до болне стварности и потраге за низним силоватељем деце док журе да спасу живот његове најновије жртве. Док мајка нестале девојчице ужасно чека вест о ћерки, она мора да се помири са чињеницом да је њена недавна борба са зависношћу можда имала улогу у судбини њене ћерке. |              |                    |                   |                                                                             |                      |           |                            |
| 74 | 8            | "Пустош"           | Дона Дич          | Дон ДеНун и Лиса Мери Питерсен                                              | 15. новембар 2002.   | E3111     | 16.10                      |
| Истрага силовања жене у коми доводи до лекара чија истраживања изворних ћелија финансира милијардер са Паркинсоновом болешћу који очајнички тражи лек. Родитељи жене су поднели захтев за старатељство над дететом који је био намењен за сакупљање матичних ћелија, а одбрана тврди да њихово вршење огледа над болесником који се вероватно никада неће служити већем добру. |              |                    |                   |                                                                             |                      |           |                            |
| 75 | 9            | "Малолетници"      | Константин Макрис | Мишел Фејзкас и Тара Батерс                                                 | 22. новембар 2002.   | E3112     | 14.50                      |
| Болесник са карциномом који је гајио марихуану у свом стану пронађен је силован и убијен па детективи крећу у потрагу за двојицом малолетника од којих је сваки криви оног другог. Тужилаштво се суочава са недоумицом да ли да се суди старијем дечаку као одраслој особи упркос доказима да он није био способан да изврши злочине. |              |                    |                   |                                                                             |                      |           |                            |
| 76 | 10           | "Брз опоравак"     | Џојс Копра        | Патрик Харбинсон                                                            | 6. децембар 2002.    | E3113     | 16.20                      |
| Када је петнаестогодишња девојчица спашена од искакања пред воз, ОСЖ је позван да јој помогне. Она лажно оптужује бившег дечка да ју је силуовао, али када се истрага окренула ка њеној дисфункционалној породици, дошло је до изненађујућих открића. Од оца који превише жели да помогне, тајанствене деце и наруквице која је припадала жртви убиства, детективи су открили план родитеља да користе децу као сурогате. |              |                    |                   |                                                                             |                      |           |                            |
| 77 | 11           | "Оштећена"         | Хуан Џ. Кампанела | Барби Клигмен                                                               | 10. јануар 2003.     | E3109     | 16.60                      |
| Када је шестогодишња девојчица која је била преломно повређена наизглед у пљачкали касније умирла, а испитивања показала да је била позитивна на полно преносиву болест, детективи истражују породицу, продавца и сина истакнутог заступника који је изгледао крив за злочин. Када су искрсли докази да се старија сестра девојчице забављала са сексуалним грабљивцем, ПОТ Кабот покушава да поништи договор који је са старијом сестром направила због сведочења. |              |                    |                   |                                                                             |                      |           |                            |
| 78 | 12           | "Ризик"            | Хуан Џ. Капмалена | Роберт Ф. Камбел и Џонатан Грин                                             | 17. јануар 2003.     | E3115     | 16.30                      |
| Када је беба умрла пошто је попила млеко за које се утврдила да је у себи имало кокаин, детективи се сукобљавају са наредником Едом Такером који се бави синдикалним шверцом кокаина у млеку за бебе. Искуство Тутуоле у Одељењу за наркотике показало се корисним, а Стаблер је послат на тајни задатак као могући растурач дроге. Екипу води њихов детектив Грег Кендал, високо одликован полицајац који се одметнуо. Међутим, операција је пошла по злу, а Стаблер се суочава са могућношћу да убије или да буде убијен. |              |                    |                   |                                                                             |                      |           |                            |
| 79 | 13           | "Олош"             | Константин Макрис | Џудит Мекрери                                                               | 24. јануар 2003.     | E3119     | 16.10                      |
| У истрази смрти робијаша, Бенсонова и Тутуола откривају да је био нападнут пре него што је затворен. Касније су открили неколико убистава растурача дроге на месту где је човек ухапшен, а да су два полицајца из ове испоставе имали везу са сваким случајем. |              |                    |                   |                                                                             |                      |           |                            |
| 80 | 14           | "Милосрђе"         | Дејвид Плат       | Кристос Н. Гејџ и Рут К. Флечер                                             | 31. јануар 2003.     | E3118     | 15.50                      |
| Када је тело женске бебе пронађено у замарзивачу, детективи морају да истраже ко је она и како је завршила тамо. Убрзо откривају да је девојчица имала генетски поремећај познат као Теј-Саксова болест која би довела до болне смрти у детињству. Када су родитељи признали да су убили своју ћерку да би је поштедели судбине, Каботова мора да их кривично гонити због убиства, упркос резервама. Пошто га је случај занимао, детектив Манч је присуствовао суђењу. |              |                    |                   |                                                                             |                      |           |                            |
| 81 | 15           | "Пандора"          | Алекс Закрзуски   | Мишел Фејзкас и Тара Батерс                                                 | 7. фебруар 2003.     | E3120     | 15.50                      |
| Пошто је Оливија заузета случајем злостављања детета, Стаблер уз помоћ детектива Одељења за убиства раде на свирепом силовању и убиство жене која је мамила педофила како би били похапшени. Траг води до нестале четрнаестогодишњакиње коју је отео странац који се бави дечјом порнографијом. Потрага одводи Стаблера у Праг где Интерпол истражује ланац трговине у сексуалне сврхе у Европи. Када су откривени купци у Њујоркку, Стаблер је спасио девојчицу из куће злостављача. |              |                    |                   |                                                                             |                      |           |                            |
| 82 | 16           | "Мученица"         | Стив Шил          | Лиса Мери Питерсен и Дон ДеНун                                              | 14. фебруар 2003.    | E3121     | 14.50                      |
| Тибетанка која је мучена у својој земљи пронађена је убијена и без једне ноге. Након исцрпне провере могћих осумњичених, за убицу се испоставило да је жртва мучења од руке своје мајке која је покушала да употреби насиље како би га излечила од фетиша ципела. |              |                    |                   |                                                                             |                      |           |                            |
| 83 | 17           | "Повластица"       | Џин де Сегонзек   | Патрик Харбинсон                                                            | 21. фебруар 2003.    | E3122     | 15.00                      |
| Детективи Бенсонова и Стаблер су позвани на место злочина - једна млада жена обучена у одору кућне помоћнице је изгледа извршила самоубиство скоком са поткровља. Међутим, због степена сексуалних модрица, верују да је можда силована и убијена. Побуда за убиство је откривена када су детективи истражили чудну везу између једног од станара и његове баке. |              |                    |                   |                                                                             |                      |           |                            |
| 84 | 18           | "Очај"             | Дејвид Плат       | Аманда Грин                                                                 | 14. март 2003.       | E3124     | 16.48                      |
| Када је дечак сведочио о свирепом сексуалном нападу, силовању и убиству своје маћехе, његов рођени отац блокирао је напоре детектива да га доводу на саслушање. Дечак није у стању да говори због страха и трауме од оца. Отац дечака је главни осумњичени за убиство своје друге жене. Иако је судски налог за приморавање момка на сведочење успео, судија је ипак наложио ОСЖ-у да не разговара са дечаком. Пошто нема пуно времена до почетка суђења, извршен је очајнички напор да се дечак врати у везу са својом мајком која је нестао пре 3 године уз помоћ мреже подршке жртвама насиља у породици. Када је дечак разговарао са мајком, она му је дала храброст да открије идентитет убице своје маћеха.                                                                                                 |              |                    |                   |                                                                             |                      |           |                            |
| 85 | 19           | "Појаве"           | Алекс Закрзуски   | Синопсис: Стивен Беблер Сценарио: Лиз Фридмен, Ванеса Плејс и Стивен Беблер | 28. март 2003.       | E3110     | 15.31                      |
| На рекреативној настави, један ученик је рекао наставнику да је пронашао кофер. Наставник одмах ступа у везу са СУП-ом, а они позивају пиротехничаре. Полиција проналази тело девојчице у коферу. Предмет је затим предат детективима Елиоту Стаблеру и Оливији Бенсон. Они откривају да је девојчица била на такмичењу лепоте. Један од осумњичених говори детективима како је нашао на начин да убије девојчицу. Порнографу се суди због давања упутстава о томе како убити преко наводних дечијих порнографских прича на интернет страници свог друштва. Утврђено је да се материјал налази ван слова закона о дечијој порнографији јер се састоји од слика модела који су дигитално измењени како би изгледали као деца. Импликације око слободе говора подстичу Каботиног бившег ментора да помогне одбрани. |              |                    |                   |                                                                             |                      |           |                            |
| 86 | 20           | "Предвођење"       | Стив Шил          | Роберт Ф. Кембел и Џонатан Грин                                             | 4. април 2003.       | E3123     | 15.80                      |
| Четвороструко убиство са сексуалним тоновима је само почетак жестоког низа убистава које је довело једног детектива Одељења за убиства у везу са тим. Док се читава екипа трка са временом како би спречила даља убиства, докази доводе Тутуолу у председника кућног савета, његова два сина и крст који ће носити. |              |                    |                   |                                                                             |                      |           |                            |
| 87 | 21           | "Заблуда"          | Хуан Џ. Кампанела | Синопсис: Барби Клигмен Сцанерио: Џош Кочев и Барби Клигмен                 | 18. април 2003.      | E3117     | 14.80                      |
| Бенсонова и Стаблер покушавају да докажу самоодбрану када је жртва силовања убила свог нападача. Догађаји добијају необичан преокрет када су открили да је жртва трансродна особа. Дечко жртве се потресао када је то сазнао и извршио је самоубиство. Када се патња жене наставила на суду на суду, Каботова је почела да се осећа кривим што ју је послала у затвор (што би био мушки затвор за трансродну особу). |              |                    |                   |                                                                             |                      |           |                            |
| 88 | 22           | "Безобзиран"       | Алекс Закрзуски   | Мишел Фејзкас и Тара Батерс                                                 | 25. април 2003.      | E3125     | 13.50                      |
| Након хапшења човека оптуженог за силовање неколико сусетки, детективи Бенсонова и Стаблер покушавају да добију оптужницу за свог осумњиченог уз помоћ кључног очевица - његове последње жртве. Међутим, одлука осумњиченог да се самозаступа баца неке сумње у исход судског поступка јер се показао невероватним противником за ПОТ Каботову. |              |                    |                   |                                                                             |                      |           |                            |
| 89 | 23           | "Ожалошћени отац"  | Константин Макрис | Адиса Ива                                                                   | 2. мај 2003.         | E3116     | 14.00                      |
| Конобарица је пронађена мртва ван кафане. Њена смрт је проглашена као самоубиство јер је шеф жртву стално силовао и отерао у потиштеност. Када се отац жртве превише приближио Стаблеру, он је пукао и рекао да ће да се освети силоватељу своје ћерке. |              |                    |                   |                                                                             |                      |           |                            |
| 90 | 24           | "Савршено"         | Рик Валас         | Џонатан Грин и Роберт Ф. Камбел                                             | 9. мај 2003.         | E3126     | 12.90                      |
| Убијена четрнаестогодишња девојчица доводи детективе удо истакнутог лекара који се усавршио за лечење органа за размножавање. Како би финансирао своје истраживање људског клонирања, он је поставио склоништа око Њујорка за девојке у пубертету које су у невољи. Када је откривено да је нестала девојка једна од њих, ОСЖ сазнаје да склоништа заправо уводе девојке у секту са циљем оплођења. Деца лекара продавана су поводљивим паровима који мисле да је њиховом ДНК коришћена направљено дете. Како многи подређени нису хтели да сарађују, Каботова није могла да диже оптужницу против лекара све док вођа склоништа за девојке није рекла истину. |              |                    |                   |                                                                             |                      |           |                            |
| 91 | 25           | "Бездушни"         | Чед Лоу           | Дон ДеНун и Лиса Мери Питерсен                                              | 16. мај 2003.        | E3127     | 13.70                      |
| Жртва силовања Клои Датон примљена је у болницу једне ноћи са печатом једног кафића на руци, а када је Бенсонова покушала да разговара са њом, она је навалила да ипак није силована него да је била пијана. Убрзо потом, медицинска сестра пријавила је да је силоватељ одвео Клои из болнице. Клои је касније пронађена мртва, а зе једног од осумњичених који су били умешани у њену смрт испоставило се да је социопата који је и раније чинио убиства. |              |                    |                   |                                                                             |                      |           |                            |